# Каждый день, кроме Рождества
«Каждый день, кроме Рождества» (англ. Every Day Except Christmas) — документальный короткометражный фильм режиссёра Линдсея Андерсона, снятый в 1957 году и вошедший в программу третьего показа работ движения «Свободное кино». Лента получила гран-при Венецианского фестиваля короткометражных и документальных фильмов, а также номинировалась на премию BAFTA за лучший документальный фильм.

## Сюжет
Фильм рассказывает о буднях рынка в лондонском районе Ковент-Гарден. Ещё с вечера на рынок начинают прибывать фрукты и цветы со всех концов света. Рабочие всю ночь занимаются разгрузкой и размещением товара на лотках. К утру подвозят овощи с близлежащих ферм. С 5 утра начинается торговля, к 7 она идёт полным ходом и лишь к полудню сходит на нет. В таком режиме рынок работает ежедневно за исключением одного-единственного дня в году.

## О фильме
В 1956 году Карел Рейш, работавший в то время в компании Ford, предложил своему другу и единомышленнику по движению «Свободное кино» Линдсею Андерсону снять за счёт фирмы документальный фильм. В качестве темы была выбрана жизнь рынка в Ковент-Гардене, где режиссёр провёл несколько ночей, общаясь с работниками. Съёмки с использованием 35-мм камеры проходили в течение четырёх недель и сводились в основном к импровизации на месте. Материала было так много, что Андерсону пришлось уговаривать продюсеров расширить фильм в два раза — с планировавшихся 20 минут до 40. Выход картины сопровождался практически единогласным одобрением критиков. Фильм отражает то, что Андерсон называл «поэзией повседневной жизни», и считается одним из лучших воплощений эстетики «Свободного кино».